# 김선기 (야구 선수)
김선기(金善起, 1991년 9월 1일 ~ )는 KBO 리그 키움 히어로즈의 투수이다.

## 아마추어 시절
세광고등학교 시절 145km/h의 강속구와 예리한 슬라이더로 송진우의 뒤를 잇는 정통파 투수 재목으로 평가받았다. 세광고 3학년 때인 2009년 4월 29일 계약금 43만 달러에 시애틀 매리너스와 계약하며 충청북도 출신 최초 MLB 계약 선수가 됐다.

## 미국 프로야구 시절

### 시애틀 매리너스시절
2009년에 최지만과 함께 입단하였다. 2010년 첫 해 총 14경기에 선발 등판해 6승 2패의 준수한 성적을 올리며 1년 만에 싱글 A로 승격됐다. 하지만 2011년 싱글 A에서 2승 4패로 주춤했고, 2014년에는 싱글 A에서 평균자책점 16.05로 부진했다. 결국 더블 A에서 단 한 번도 등판하지 못하고 2015년에 방출됐다.

## 한국 프로야구 시절

### 상무 야구단시절
방출 후 귀국해 2015년 말에 군 복무를 위해 입단하였다. 
2016년에 2군에서 29경기에 등판해 6승 2패, 평균자책점 5.82를 기록했고, 2017년에는 임지섭과 함께 원투 펀치로 활약하며 5승 6패, 평균자책점 4.08을 기록했다. 특히 2017년 3월 2일 WBC에 출전한 대한민국 야구 국가대표팀과 연습 경기에 선발 등판해 4이닝 1실점으로 호투하며 강한 인상을 남겼다. 그 해 10월 국가대표로 생애 처음 차출돼 아시아 야구 선수권 대회에 참가해 필리핀과의 동메달 결정전에서 5이닝 3피안타, 무실점으로 승리 투수가 됐다.

### 넥센 히어로즈&키움 히어로즈시절
2018년 신인 드래프트에서 전체 8순위로 지명돼 입단하였다. 2018년 3월 25일 한화전에서 구원 등판해 데뷔 첫 경기를 치렀고 경기에서 1.1이닝 1실점을 기록했다. 이후 잦은 볼넷과 제구력 불안으로 인해 2군 경기에 주로 출전했으며 3개월만의 1군 복귀전인 9월 21일 삼성전에서 1.1이닝 4실점으로 부진했다. 시즌 21경기에 등판해 22.2이닝 1패, 1홀드, 7점대 평균자책점을 기록했다.
2019년에 안우진의 부상으로 인해 선발 투수로 활동했고, 첫 경기 5이닝 1실점, 두 번째 경기 6이닝 1실점, 세 번째 경기 7이닝 1실점으로 호투했다. 그러나 4번째 경기에서 만루 홈런을 허용하며 4이닝 6실점을 기록했고, 5번째 경기에서는 2이닝만에 무너지며 불펜으로 전환됐다.

## 출신 학교
- 충북 석교초등학교
- 세광중학교
- 세광고등학교
- 신태인중학교 교사 출신

## 통산 기록
| 연도 | 팀명  | 평균자책점 | 경기 | 완투 | 완봉 | 승 | 패 | 세 | 홀 | 승률  | 타자 | 이닝 | 피안타 | 피홈런 | 볼넷 | 사구 | 탈삼진 | 실점 | 자책점 |
| ---- | ----- | ---------- | ---- | ---- | ---- | -- | -- | -- | -- | ----- | ---- | ---- | ------ | ------ | ---- | ---- | ------ | ---- | ------ |
| 2018 | 넥센  | 7.94       | 21   | 0    | 0    | 0  | 1  | 0  | 1  | 0.000 | 120  | 22⅔  | 34     | 5      | 16   | 0    | 21     | 22   | 20     |
| 2019 | 키움  | 4.18       | 7    | 0    | 0    | 3  | 1  | 0  | 0  | 0.750 | 122  | 28   | 27     | 2      | 9    | 4    | 17     | 13   | 13     |
| 2020 | 키움  | 2.05       | 25   | 0    | 0    | 0  | 0  | 0  | 3  | -     | 92   | 22   | 17     | 1      | 8    | 4    | 11     | 8    | 5      |
| 2021 | 키움  | 6.52       | 21   | 0    | 0    | 3  | 2  | 0  | 0  | 0.600 | 224  | 48⅓  | 53     | 5      | 22   | 7    | 25     | 28   | 35     |
| 2022 | 키움  | 5.15       | 26   | 0    | 0    | 3  | 1  | 1  | 4  | 0.750 | 167  | 36⅔  | 39     | 1      | 19   | 2    | 30     | 24   | 21     |
| 2023 | 키움  | 5.98       | 17   | 0    | 0    | 1  | 3  | 1  | 0  | 0.250 | 200  | 40⅔  | 56     | 2      | 15   | 1    | 29     | 37   | 29     |
| 2024 | 키움  | 5.54       | 42   | 0    | 0    | 6  | 4  | 0  | 0  | 0.600 | 357  | 76⅓  | 91     | 13     | 30   | 6    | 43     | 51   | 47     |
| 통산 | 7시즌 | 5.51       | 159  | 0    | 0    | 16 | 12 | 2  | 4  | 0.571 | 1292 | 277⅔ | 317    | 29     | 119  | 24   | 176    | 193  | 170    |